# لورنتز إيدي
لورنتز إيدي (بالإنجليزية: Lorentz Eide)‏ هو متسابق بياثل أمريكي، ولد في 30 يناير 1924، وتوفي في 27 مارس 1992.